# Skogsjuveler
Skogsjuveler kallas ett antal  kolibrier inom följande släkten:
- Rhodopis
- Thaumastura
- Tilmatura
- Calliphlox
- Microstilbon
- Myrtis
- Eulidia
- Myrmia
- Chaetocercus